# بابلو ساندوفال
بابلو ساندوفال (بالإسبانية: Pablo Sandoval) (و. 1986  م) هو لاعب كرة قاعدة فنزويلي، ولد في بويرتو كابيلو، حيث يلعب في مركز القاعدي الثالث.

## روابط خارجية
- بابلو ساندوفال على موقع دوري كرة القاعدة الرئيسي (الإنجليزية)
- بابلو ساندوفال على موقعبيزبول رفرنس.كوم (الدوري الرئيسي) (الإنجليزية)
- بابلو ساندوفال على موقعبيزبول رفرنس.كوم (الدوري الثانوي) (الإنجليزية)
- بابلو ساندوفال على موقع إي إس بي إن.كوم (أم.أل.بي) (الإنجليزية)
- بابلو ساندوفال على موقع مشجعي الرسوم البيانية (الإنجليزية)